# Каблешково (Кирджалійська область)
Кабле́шково (болг. Каблешково) — село в Кирджалійській області Болгарії. Входить до складу общини Черноочене.

## Населення
За даними перепису населення 2011 року у селі проживали 204 особи, з них 200 осіб (99,5%) — турки.
Розподіл населення за віком у 2011 році:
Динаміка населення: